# Rollwagenbüchlin

Das Rollwagenbüchlin, Titelblatt

Das Rollwagenbüchlin ist eine Schwanksammlung von Jörg Wickram. Die erste Ausgabe erschien 1555 in der Druckerei Knobloch in Straßburg. Der Autor Jörg Wickram war ein unehelicher Patriziersohn aus dem elsässischen Colmar. Seine ersten Werke waren Romane, Erzählungen und Fastnachtsspiele, sie erschienen dort ab 1530. Um 1555 musste er als Protestant seine Heimatstadt verlassen und wurde Stadtschreiber in Burkheim am Kaiserstuhl. Dort veröffentlichte er das Rollwagenbüchlin als sein neuntes (bekanntes) Werk.

## Werk
Das Rollwagenbüchlin ist eine Sammlung von ursprünglich 67 Schwänken. In späteren Ausgaben fügte Wickram weitere Geschichten hinzu, so dass die Sammlung schließlich 111 Prosaschwänke umfasste. Das Buch gehört zur Gattung der frühneuzeitlichen Schwankliteratur; Schwänke sind kurze, derbe, manchmal obszöne Geschichten, deren Wurzeln in der humanistischen Fazetie und dem der Predigtliteratur zugehörenden Exempel liegen. Sie wurden mündlich überliefert. Erste Sammlungen erschienen bereits im Mittelalter, ihre Blüte liegt aber in der Frühen Neuzeit. Wickram nahm sich für seine Zusammenstellung die Sammlung Schimpf und Ernst des Franziskanerpredigers Johannes Pauli zum Vorbild, die 1522 erschien. Er verwendete einige bekannte deutsche Schriftquellen, die meisten Schwänke nahm er aber offenbar aus mündlicher Tradition auf. Die Sprache ist ein Übergangsstadium zwischen Mittel- und Neuhochdeutsch und zeigt Einfluss des elsässischen Dialekts auf.
Wickram widmete das Werk seinem Freund, dem Gastwirt der „Blume“ zu Colmar, Martin Neu, um seine Gäste im Haus und auf Reisen gut zu unterhalten. Der Rollwagen (Pferdewagen) war zu damaliger Zeit ein gängiges Verkehrsmittel, und die Fahrgäste verkürzten sich die Zeit mit dem Erzählen von Geschichten. Nach den Worten Wickrams sei das Büchlein „von guter kurtzweil wegen an tag geben, niemants zu underweisung noch leer, auch niemandts zu schmach, hon oder spott“. Diese Programmankündigung hält der Autor nur zur Hälfte ein. Es finden sich neben unterhaltsamen und oft witzig pointierten Schwänken auch erbauliche Geschichten mit moralischer Nutzanwendung, doch mit Hohn und Spott spart der Autor nicht. Die kurzweiligen Geschichten und Anekdoten sind überwiegend im elsässischen Kleinbürgermillieu angesiedelt: Kauf- und Wirtsleute, Handwerker, Pfaffen, Bauern, Landsknechte und deren Frauen treten auf, und über die Dummheit seiner Protagonisten macht sich das Rollwagenbüchlin immer wieder lustig. Eine besonders beliebte Zielscheibe der Belustigung ist der entartete Klerus. Pfaffen werden im Rollwagenbüchlin so oft vorgeführt, dass in der Forschung der Sammlung eine antiklerikale Tendenz bescheinigt wird. Die Durchtriebenheit und der Witz der mal harmlosen, mal derben Streiche der Adligen und Studenten stehen dabei im Kontrast zur Narrheit und Einfalt der „einfachen Leuten“. Insgesamt ist das Büchlein aber vergleichsweise brav und die Narrheit wird gutmütig verlacht. Wickram stellt die herrschende Ordnung nicht in Frage, und die Sprache ist zwar derb, aber die Themen sind relativ harmlos und zum Beispiel im Vergleich zum Wegkürtzer des Martin Montanus meist nicht sonderlich obszön. Die Situationskomik resultiert häufig aus einem meisterlichen Spiel mit der Sprache, die entweder beim Wort genommen, oder gründlich missverstanden wird, mal aus Pfiffigkeit, mal aus Dummheit.
Das Rollwagenbüchlin erfuhr zu Wickrams Lebzeiten vier Auflagen und war auch anschließend sehr populär. Bis zum Dreißigjährigen Krieg erschienen 14 Auflagen. In der Romantik wurde Wickram wiederentdeckt, die Themen des Rollwagenbüchlins finden sich im Werk Hebels wieder und lassen sich auch bei den Gebrüdern Grimm nachweisen. Die erste wissenschaftliche Edition erschien 1865, weitere Ausgaben folgten im 20. Jahrhundert. Das Rollwagenbüchlin findet als Quelle für die Kulturgeschichte, Sprache und Verhaltensweisen der Frühen Neuzeit weiterhin Beachtung.

## Ausgaben

### Maßgebliche Ausgaben
- Johannes Bolte, Willy Scheel (Hrsg.): Georg Wickrams Werke. 8 Bände.1901–1906. Bibliothek des literarischen Vereins Stuttgart, Tübingen (archive.org – als Nachdruck lieferbar bei Olms-Verlag Hildesheim 1974, Hiersemann-Verlag Stuttgart 1974).
- Wickram, Georg: Sämtliche Werke. Bände I – XIII/2, Berlin 1967–2003. In: Hans-Gert Roloff (Hrsg.): Ausgaben deutscher Literatur des XV. bis XVIII. Jhs. Verlag Walter de Gruyter, Berlin.

### Weitere Ausgaben
- Das Rollwagenbüchlein. In: Insel-Bücherei. Nr. 132. Insel, Leipzig 1914 (weitere Auflagen und Neuausgaben bis 1962).
- Gerhard Steiner (Hrsg.): Das Rollwagenbüchlein. Eulenspiegel-Verlag, Ost-Berlin 1957 (weitere Auflagen bis 1981).
- Das Rollwagenbüchlin. Nach der Ausgabe von Johannes Bolte. In: Reclam-Universal-Bibliothek. Nr. 1346. Reclam, Stuttgart 1968 (weitere Auflagen bis 1992).
- Das Rollwagenbüchlein. mit Erläuterungen versehen. In: Heinrich Kurz (Hrsg.): Deutsche Bibliothek : Sammlung der älteren deutschen National-Literatur. Band 7. J.J. Weber, Leipzig 1865 (#6 - Jorg Wickram's Rollwagenbuchlein / hrsg. und mit Erlauterungen ... - Full View. In: babel.hathitrust.org. #9 - Das Rollwagenbüchlein / Hrsg. und mit Erläuterungen versehen ... - Full View. In: babel.hathitrust.org.).
- Das Rollwagenbüchlein: ausgewählt und sprachlich erneuert von Karl Pannier. Reclam, Leipzig 1880 (circa).